# Phyllophaga umbrosa
Phyllophaga umbrosa är en skalbaggsart som beskrevs av Wilhelm Ferdinand Erichson 1847. Phyllophaga umbrosa ingår i släktet Phyllophaga och familjen Melolonthidae. Inga underarter finns listade i Catalogue of Life.